# Батраков, Михаил Васильевич
Михаил Васильевич Батраков (1895 —неизвестно) — советский государственный и партийный деятель, председатель Центрального совета народного хозяйства Казахской ССР.

## Биография
Михаил Васильевич Батраков родился в 1895 году в семье рабочих. Воспитывался матерью в деревне; отца в семье не было. Окончил сельскую начальную школу (трехлетнее образование), затем обучался в столярной мастерской, но не завершил обучение. Работал плотником: сначала два года на фабрике, после чего занимался сезонной работой в деревне.

### Политическая и трудовая деятельность
В 1917—1918 годах служил рядовым в царской армии, где стал членом полкового комитета. После Октябрьской революции, в начале 1918 года, приехал в Оренбург, где был избран членом президиума Совета депутатов, а также членом районного комитета партии и коллегии Оренбургского совета народного хозяйства, занимая пост его председателя.
С июля 1918 по январь 1921 года служил в Красной Армии, где занимал должность военкома дивизиона.
В 1922 году назначен членом коллегии Казахского промбюро Высшего совета народного хозяйства (ВСНХ) РСФСР. Позже работал ответственным секретарем Саранского уездного комитета партии и заместителем председателя правления Треста грубых сукон до поступления на учебу.
В 1929 году поступил во Всесоюзную промышленную академию в Москве, где также возглавлял ревизионную комиссию партячейки. 
В мае 1930 года был назначен председателем Центрального совета народного хозяйства Казахской ССР, занимал эту должность до февраля 1931 года .